# Torsiac
Torsiac (okzitanisch gleichlautend) ist eine französische Gemeinde mit 65 Einwohnern (Stand 1. Januar 2022) im Département Haute-Loire in der Region Auvergne-Rhône-Alpes (vor 2016 Auvergne). Sie liegt im Arrondissement Brioude und im Kanton Sainte-Florine.

## Geographie
Torsiac liegt etwa 60 Kilometer nordwestlich von Le Puy-en-Velay. Das Gemeindegebiet wird im Osten vom Fluss Alagnon begrenzt, in den hier die Bave und die Auze einmünden. Umgeben wird Torsiac von den Nachbargemeinden Apchat im Norden und Westen, Léotoing im Osten und Südosten sowie Blesle im Süden und Westen.

## Bevölkerungsentwicklung
| Jahr                       | 1962 | 1968 | 1975 | 1982 | 1990 | 1999 | 2006 | 2011 | 2017 |
| Einwohner                  | 101  | 80   | 70   | 78   | 87   | 71   | 73   | 72   | 68   |
| Quellen: Cassini und INSEE |      |      |      |      |      |      |      |      |      |

## Sehenswürdigkeiten
- Kirche Notre-Dame-de-l’Assomption
- Kapelle Notre-Dame-de-l’Assomption im Ortsteil Brugeilles
- Schloss Torsiac
- Schloss Pouzols

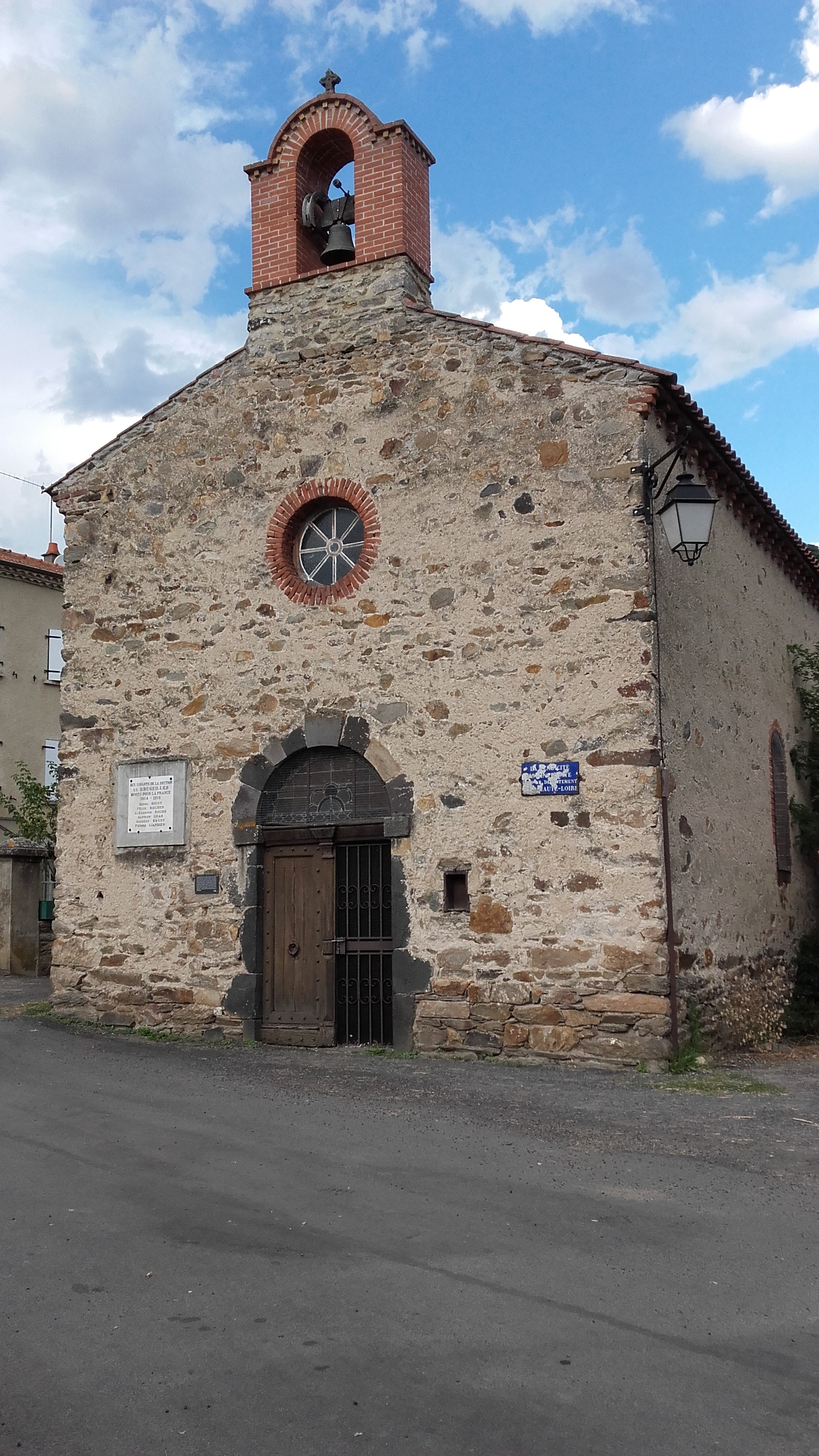
Kapelle Notre-Dame-de-l’Assomption in Brugeilles
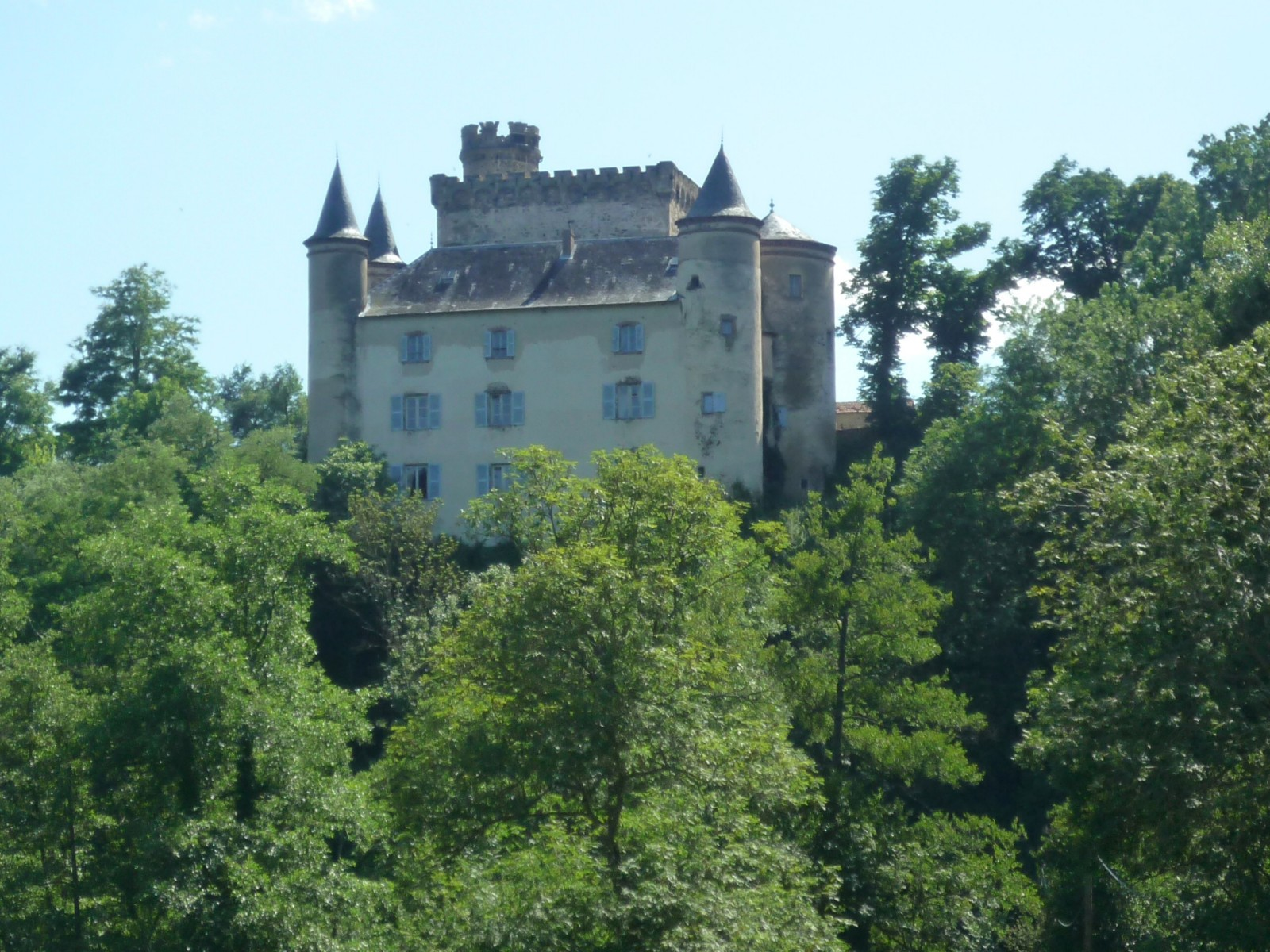
Schloss Torsiac